# Hydroides tenhovei
Hydroides tenhovei är en ringmaskart som beskrevs av Bastida-Zavala och Leon-Gonzalez 2002. Hydroides tenhovei ingår i släktet Hydroides och familjen Serpulidae. Inga underarter finns listade i Catalogue of Life.